# الساندرو سالا (بازیکن فوتبال)
الساندرو سالا (انگلیسی: Alessandro Sala؛ زادهٔ ۷ مهٔ ۲۰۰۱) بازیکن فوتبال است.
وی همچنین در تیم ملی فوتبال زیر ۱۸ سال ایتالیا بازی کرده‌است.